# Прогресс мировых рекордов на дистанции 50 метров баттерфляем у юниоров в 50-метровом бассейне
Прогресс мировых рекордов на дистанции 50 метров баттерфляем у юниоров в 50-метровом бассейне. Первый мировой рекорд в плавании на дистанции 50 метров баттерфляем у юниоров в 50-метровом бассейне был зарегистрирован Международной Федерацией плавания ФИНА в 1991 году.
Обвал мировых рекордов в плавании в 2008/2009 совпал с введением полиуретановых костюмов от Speedo (LZR, 50 % полиуретана) в 2008 году и Arena (X-Glide), Adidas (Hydrofoil) и итальянского производителя плавательных костюмов Jaked (все 100 % полиуретана) в 2009 году. Запрет ФИНА на плавательный костюм из полиуретана вступил в силу в январе 2010 года.
Прогресс мировых рекордов на дистанции 50 метров баттерфляем у юношей в 50-метровом бассейне
| Номер | Время |    | Имя            | Национальность | Дата               | Соревнование                 | Место          | Прим.       |
| ----- | ----- | -- | -------------- | -------------- | ------------------ | ---------------------------- | -------------- | ----------- |
| 1     | 23.05 | пф | Андрей Минаков | Россия         | 28 октября 2020 г. | Чемпионат России             | Казань, Россия | [ 2 ] [ 3 ] |
| 2     | 22.96 |    | Диого Рибейро  | Португалия     | 3 сентября 2022 г. | Чемпионат мира среди юниоров | Лима, Перу     | [ 4 ]       |

Рекорды зафиксированные не финале: 1/2 — полуфинал, 1/4 — предварительные заплывы, э — эстафета.